# 威爾·格里格
威爾·格里格（英語：Will Grigg；1991年7月3日—）是一位北愛爾蘭足球運動員。在場上的位置是前鋒。現效力於英甲球隊米尔顿凯恩斯。他也代表北愛爾蘭各級國青隊參賽。

## 榮譽
韋根
- 英甲冠軍：2015/16年；

## 外部連結
- 足球数据库：威爾·格里格的球员统计数据
- Northern Ireland stats at Irish FA